# Yasuhikotakia modesta
Yasuhikotakia modesta és una espècie de peix de la família dels cobítids i de l'ordre dels cipriniformes. És inofensiu per als humans i una espècie popular en aquariofília.

## Morfologia

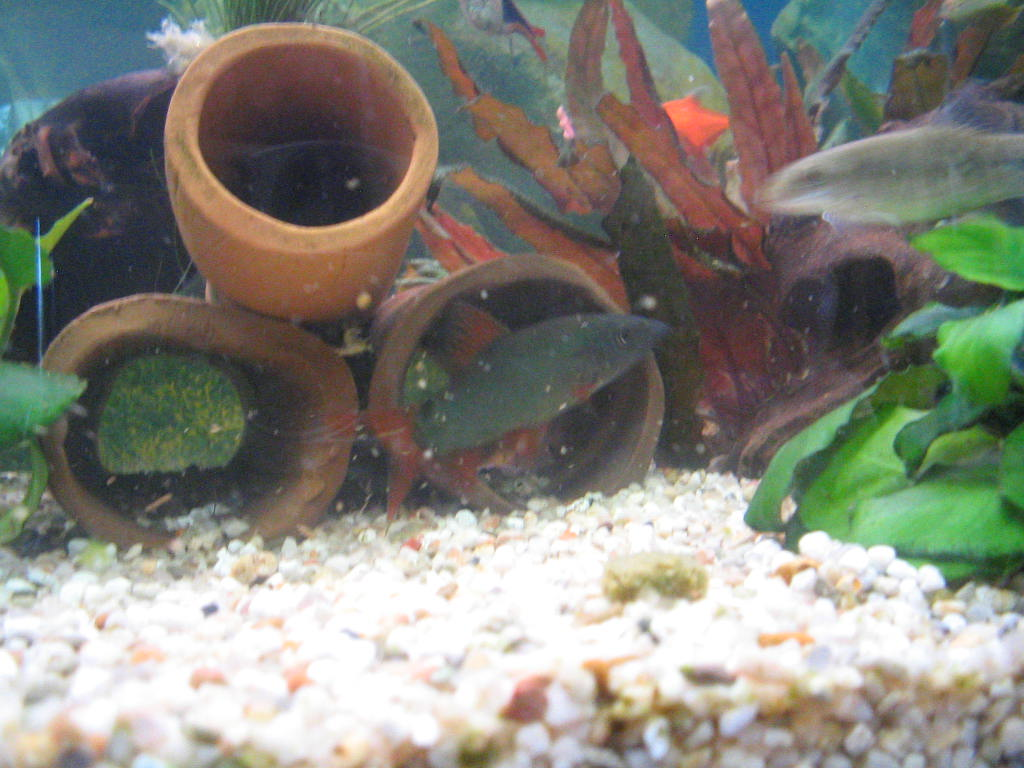

Cos de 25 cm de llargària màxima, de blavós a grisós i amb una franja vertical fosca a la base de l'aleta caudal. Aletes de color carabassa brillant a vermell. Els joves poden ésser de color verd iridescent amb nombroses bandes negres i estretes. 12-13 radis tous a l'aleta dorsal i 8-10 a l'anal. 8 radis ramificats a l'aleta dorsal. * 30-32 vèrtebres.

## Ecologia
És un peix d'aigua dolça (pH entre 6 i 8), força migratori, potamòdrom, demersal i de clima tropical (26 °C-30 °C), el qual viu a Àsia: els grans rius amb un substrat fangós (incloent-hi camps inundats) de les conques dels rius Mekong, Chao Phraya i Mae Klong a Cambodja, Laos, Tailàndia i el Vietnam. Comparteix gran part de la seua àrea de distribució amb Yasuhikotakia lecontei, Yasuhikotakia morleti i Syncrossus helodes, mentre que al riu Mun (el nord-est de Tailàndia) comparteix el seu hàbitat amb Acantopsis choirhynchos, Lepidocephalichthys hasselti, Barbonymus altus, Barbonymus gonionotus, Cyclocheilichthys apogon, Cyclocheilichthys repasson, Discherodontus ashmeadi, Epalzeorhynchos frenatum, Esomus metallicus, Hampala dispar, Hampala macrolepidota, Mystacoleucus marginatus, Opsarius koratensis, Osteochilus hasseltii, Raiamas guttatus, Rasbora borapetensis, Rasbora dusonensis, Rasbora rubrodorsalis, Rasbora trilineata, Puntius orphoides, Puntius partipentazona, Gyrinocheilus aymonieri, Trichopodus pectoralis, Trichopodus trichopterus, Trichopsis pumila, Trichopsis vittata, Pseudomystus siamensis, Mystus singaringan, Kryptopterus cryptopterus i Mastacembelus favus.
És un depredador nocturn que es nodreix de cucs, crustacis i insectes.
És ovípar.